# Paravilla spaldingi
Paravilla spaldingi är en tvåvingeart som först beskrevs av Joseph Hannum Painter 1933.  Paravilla spaldingi ingår i släktet Paravilla och familjen svävflugor. Inga underarter finns listade i Catalogue of Life.